# Zeppelin-Staaken R.XIV
 Zeppelin-Staaken R.XIV  byl německý pětimotorový, dvouplošný, bombardovací letoun z období první světové války.

## Vznik
Pobočka továrny Zeppelin na berlínském předměstí Staaken stavěla již od roku 1915 obří letadla třídy R (Riesenflugzeuge), nasazená zejména na ruské a francouzské frontě. Nejrozšířenějším typem byl Zeppelin-Staaken R.VI, který operoval na obou frontách a byl nasazen i proti Británii. Z tohoto letounu by v roce 1917 vyvinut typ R.XIV.
První stroj dostal sériové číslo R.43/17 a poprvé vzlétl na přelomu února a března roku 1918. Pro zlepšení výkonu byly použity čtyři dvanáctiválcové motory Austro-Daimler o výkonu 257 kW (350 k), které se však ukázaly jako nespolehlivé. Dne 10. května letoun vzlétl s novými motory Basse & Selve BuS.IVa o výkonu 221 kW (300 k), ale i ty byly velmi poruchové. Nakonec stroj dostal pět překomprimovaných motorů Maybach Mb IVa o výkonu 180 kW (245 k). Pátý motor byl vestavěn do přídě.
Celkově byly postaveny tři letouny s označením R.43, R.44 a R.45 a s novými motory zalétány v červenci 1918.

## Popis konstrukce
Letoun měl smíšenou konstrukci. Trup byl zčásti kovový a zčásti dřevěný. Mezikřídelní vzpěry a vzpěry podvozku byly kovové, stejně jako všechny ovládací plochy. Potah byl plátěný, v přední části trupu z překližky. Vrtule byly dvoulisté, dřevěné. Piloti seděli ve zvýšeném otevřeném prostoru. Celkově byla posádka sedmičlenná.
Výzbroj tvořilo šest pohyblivých kulometů Parabellum ráže 7,92 mm umístěných po jednom ve střelištích nad oběma polovinami horního křídla a po dvou ve střelištích na trupu za křídly a pod trupem.
Umístění vystupujícího prostoru pilotů bylo u R.45 až za odtokovými hranami křídel.

## Využití
R.43 byl přidělen oddílu Riesenflugzeug-Abteilung (oddíl obřích letadel) Rfa 501. V noci z 10. na 11. srpna 1918 byl při náletu na francouzské město Doullens sestřelen. Sestřel byl připsán kapitánu A. B. Yuilleovi ze 151. squadrony RAF. Jednalo se o speciální noční stíhací jednotku vyzbrojenou Sopwithy F.1 Camel. K letounu se přiblížil od spodku zezadu a krátkými dávkami z malé vzdálenosti bombardér zapálil.
R.44 byl přidělen také na západní frontu, ovšem o jeho osudu se nedochovaly žádné záznamy. V únoru 1919 britské okupační síly nalezly jeho kostru na letišti v Kolíně nad Rýnem.
R.45 byl 10. srpna 1918 přidělen oddílu Rfa 500 na letiště v Morville. 15. září byl však poškozen při nočním nouzovém přistání na neosvětlené letiště, když se vracel z náletu na le Havre. Do konce války již nebyl opraven.

## Vývoj
Dalšími úpravami vznikla odlehčená verze Staaken R.XIVa. Trup a motorové gondoly byly zeštíhleny, výšková kormidla měla rohová vyvážení. Byla odstraněna kulometná stanoviště pod křídly a všechny motory byly vybaveny reduktory. Inspektorát německého letectva objednal čtyři kusy pod čísly R.69 až R72. Do konce války byl částečně upraven pouze R.69 a dodán 19. října 1918. Bojového nasazení se však již nedočkal.

## Hlavní technické údaje
Údaje dle
- Rozpětí: 42,20 m
- Délka: 22,20 m
- Výška: 6,30 m
- Nosná plocha: 334 m²

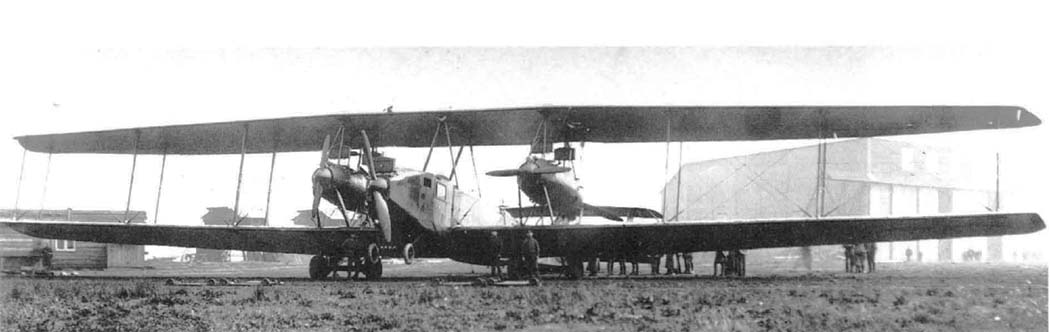
Zeppelin-Staaken R.XIV

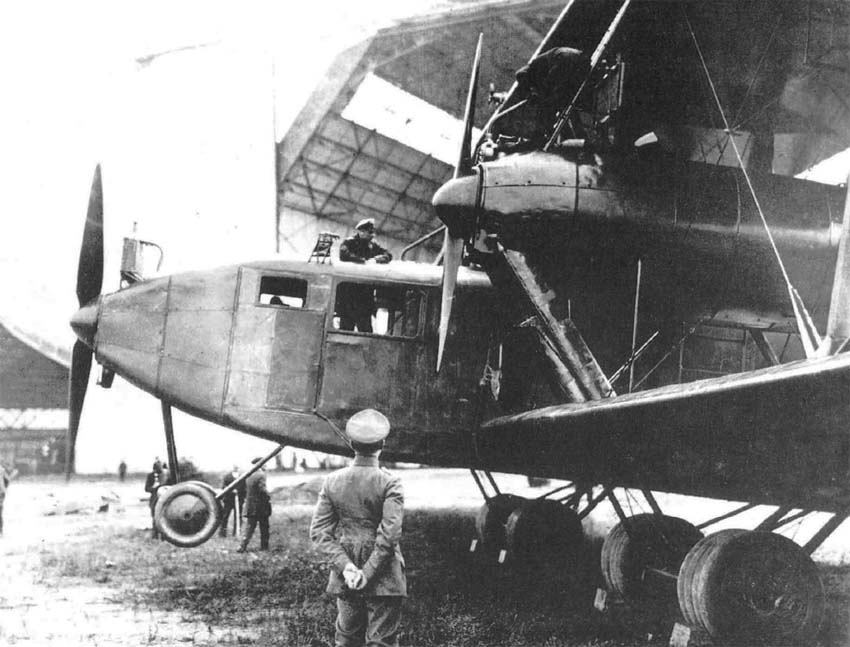
Zeppelin-Staaken R.XIV

- Hmotnost prázdného letounu: 10350 (10000) kg
- Vzletová hmotnost: 14450 (14250) kg
- Maximální rychlost: 130 (135) km/h
- Cestovní rychlost: 100 (95) km/h
- Výstup do 3000 m: 70 (45) min
- Dostup: 3700 (4500) m
- Dolet s 1000 kg pum: 1300 (1300) km

Údaje v závorkách platí pro verzi R.XIVa